# Родолфо
Родо́лфо Да́нтас Би́спу (порт. Rodolfo Dantas Bispo; 23 октября 1982, Сантус, Сан-Паулу, Бразилия) — бразильский футболист, центральный защитник.

## Клубная карьера

### «Флуминенсе»
Начал заниматься футболом в клубе «Сан-Бенту». Несмотря на то, что Родолфо родился в штате Сан-Паулу, первым его профессиональным клубом стал «Флуминенсе» из штата Рио-де-Жанейро. По словам бразильского защитника, важную роль в его судьбе сыграл один из лучших форвардов мира 90-х Ромарио, с которым они вместе выступали за «Флуминенсе». Звёздный нападающий взял юного защитника под свою опеку, подчас доверяя ему — 19-летнему парню — капитанскую повязку.

### «Динамо» (Киев)
В 2004—2006 годах играл за киевское «Динамо». Наставник бело-голубых Йожеф Сабо регулярно выпускал Родолфо в центре защиты. При исполнении штрафных с дистанции до тридцати метров к мячу традиционно подходил Родолфо.

### «Локомотив» (Москва)
Зимой 2007 года Родолфо перешёл в «Локомотив». Сумма сделки составила 3 миллиона 700 тысяч евро. Свой первый гол в России бразилец забил уже во второй игре за новый клуб, головой поразив ворота казанского «Рубина» и вскоре стал основным игроком обороны железнодорожников. В мае 2007 Родолфо вместе с «Локомотивом» стал обладателем Кубка России. После ухода Дмитрия Лоськова в середине сезона стал вице-капитаном команды. Но в то же время сезон удачным назвать сложно: в апреле Родолфо пропустил несколько недель из-за проблем с паховыми кольцами, в мае он перенес операцию на них, в конце июля бразилец повредил мениск и пропустил несколько месяцев.
Следующий сезон Родолфо также начал с травм, но вскоре оправился от них и стал лидером обороны «Локомотива». По окончании сезона вошёл в список 33 лучших игрока чемпионата России по версии РФС.
Зимой появились слухи о возвращении Родолфо на свою родину, в «Флуминенсе». По версии UOL Esporte. Вскоре игрок подтвердил факт интереса, но также заявил, что не собирается покидать «Локомотив». Позже он признался, что хочет вернуться в Бразилию, только когда ему исполнится 34 года.
Весной 2009 года бразилец продлил контракт с московским клубом до 2013 года. После ухода Динияра Билялетдинова в английский «Эвертон» Родолфо стал капитаном «Локомотива».
Первую часть сезона 2010 года Родолфо пропустил из-за травмы, выйдя в первый раз лишь в мае. Небольшие травмы мучали игрока и на протяжении оставшейся части сезона, в это же время разыгрались Марко Баша и Ян Дюрица, в итоге бразилец потерял место в основе, выходил обычно только на замену. В конце сезона из-за травм выбыли из строя нападающие Драман Траоре и Майкон, и главный тренер команды, Юрий Сёмин, перевел Родолфо в атаку. На новой позиции Родолфо неожиданно отлично проявил себя, забив важные голы в матчах с Амкаром и Ростовом. По его словам, причина его успешной игры в нападении в работе с легендарным бразильским форвардом Ромарио.

#### «Гремио»
В конце 2010 года бразилец заявил, что хотел бы вернуться на родину. Вскоре появилась информация, что в его приобретении заинтересован «Флуминенсе», за который он уже выступал с 2002 по 2004 годы. Позже игрок подтвердил эту информацию, но отметил, что принял решение остаться в «Локомотиве».
Однако в конце января Родолфо заявил о своем желании поиграть в Бразилии, и президент «Локомотива» Ольга Смородская после личной беседы с бразильцем согласилась отпустить его в «Гремио» в аренду сроком на один год.

### «Васко да Гама»
3 января 2012 года перешёл в «Васко да Гама».

### «Терек»
6 марта 2015 года Родолфо перешёл в «Терек», подписав с грозненским клубом контракт до конца текущего сезона. 31 мая 2015 года продлил контракт с «Тереком» на год.
Игрок завершил карьеру и войдет в тренерский штаб клуба Ахмат.

## Карьера в сборной
В составе олимпийской сборной Бразилии участвовал в одном отборочном матче к Олимпиаде-2004.

## Известные люди о Родолфо
- Рашид Рахимов — советский, таджикский и российский футболист, тренер. Мастер спорта (1988).

«Вот сейчас, пожалуй, мы нашли ту пару центральных защитников, которая умеет не только обороняться, но и атаковать: Родолфо — Баша. Серб даже в тяжелых условиях не паникует, способен не только выбить мяч, но и обработать его, начать атаку. То же можно сказать и о бразильце. Думаю, это сильнейшая пара центральных защитников в нашем чемпионате».
sports.ru

- Юрий Семин — советский футболист и российский футбольный тренер. Мастер спорта.

«Родолфо — уникальный бразилец. Отлично говорит по-русски, знает и уважает наши традиции. Он даже как-то признался, что чувствует себя в России, как дома. Зная Родолфо, не сомневаюсь, что это было сказано искренне, а не для красного словца».
sports.ru

## Достижения
«Флуминенсе»
- Чемпион штата Рио-де-Жанейро (Лига Кариока): 2002

«Динамо» (Киев)
- Обладатель Кубка Украины (2): 2004/05, 2005/06
- Обладатель Суперкубка Украины: 2006

«Локомотив» (Москва)
- Обладатель Кубка России: 2006/07

## Личная жизнь
Женат на Каролине, имеет двух дочерей — Бренду (2006 г.р.) и Джеованну (2010 г.р.).

## Статистика по сезонам
| Клуб             | Сезон            | Лига | Лига | Кубки | Кубки | Конт.кубки | Конт.кубки | Итого | Итого |
| Клуб             | Сезон            | Игры | Голы | Игры  | Голы  | Игры       | Голы       | Игры  | Голы  |
| ---------------- | ---------------- | ---- | ---- | ----- | ----- | ---------- | ---------- | ----- | ----- |
| Флуминенсе       | 2001             | 0    | 0    | 0     | 0     | 0          | 0          | 0     | 0     |
| Флуминенсе       | 2002             | 2    | 0    | 0     | 0     | 0          | 0          | 2     | 0     |
| Флуминенсе       | 2003             | 38   | 5    | 0     | 0     | 4          | 1          | 42    | 6     |
| Флуминенсе       | 2004             | 25   | 3    | 0     | 0     | 0          | 0          | 25    | 3     |
| Флуминенсе       | Итого            | 65   | 8    | 0     | 0     | 4          | 1          | 69    | 9     |
| Динамо           | 2004/05          | 22   | 3    | 4     | 1     | 8          | 0          | 34    | 4     |
| Динамо           | 2005/06          | 31   | 3    | 4     | 0     | 2          | 0          | 37    | 3     |
| Динамо           | 2006/07          | 3    | 1    | 2     | 0     | 5          | 0          | 10    | 1     |
| Динамо           | Итого            | 56   | 7    | 10    | 1     | 15         | 0          | 81    | 8     |
| Локомотив        | 2007             | 17   | 3    | 6     | 0     | 4          | 0          | 27    | 3     |
| Локомотив        | 2008             | 26   | 0    | 1     | 1     | 0          | 0          | 27    | 1     |
| Локомотив        | 2009             | 24   | 3    | 1     | 0     | 0          | 0          | 25    | 3     |
| Локомотив        | 2010             | 16   | 2    | 0     | 0     | 2          | 0          | 18    | 2     |
| Локомотив        | Итого            | 83   | 8    | 8     | 1     | 6          | 0          | 97    | 9     |
| → Гремио         | 2011             | 14   | 1    | 0     | 0     | 7          | 0          | 21    | 1     |
| Васко да Гама    | 2012             | 20   | 1    | 0     | 0     | 9          | 0          | 29    | 1     |
| Ахмат            | 2014/2015        | 6    | 0    | 0     | 0     | 0          | 0          | 6     | 0     |
| Ахмат            | 2015/2016        | 26   | 0    | 1     | 0     | 0          | 0          | 27    | 0     |
| Ахмат            | 2016/2017        | 17   | 1    | 1     | 0     | 0          | 0          | 18    | 1     |
| Ахмат            | 2017/2018        | 22   | 3    | 1     | 0     | 0          | 0          | 23    | 3     |
| Ахмат            | 2018/2019        | 11   | 1    | 0     | 0     | 0          | 0          | 11    | 1     |
| Ахмат            | Итого            | 82   | 5    | 3     | 0     | 0          | 0          | 85    | 5     |
| Всего за карьеру | Всего за карьеру | 310  | 29   | 20    | 2     | 41         | 1          | 382   | 32    |